# Mosquée blanche (Bolgar)

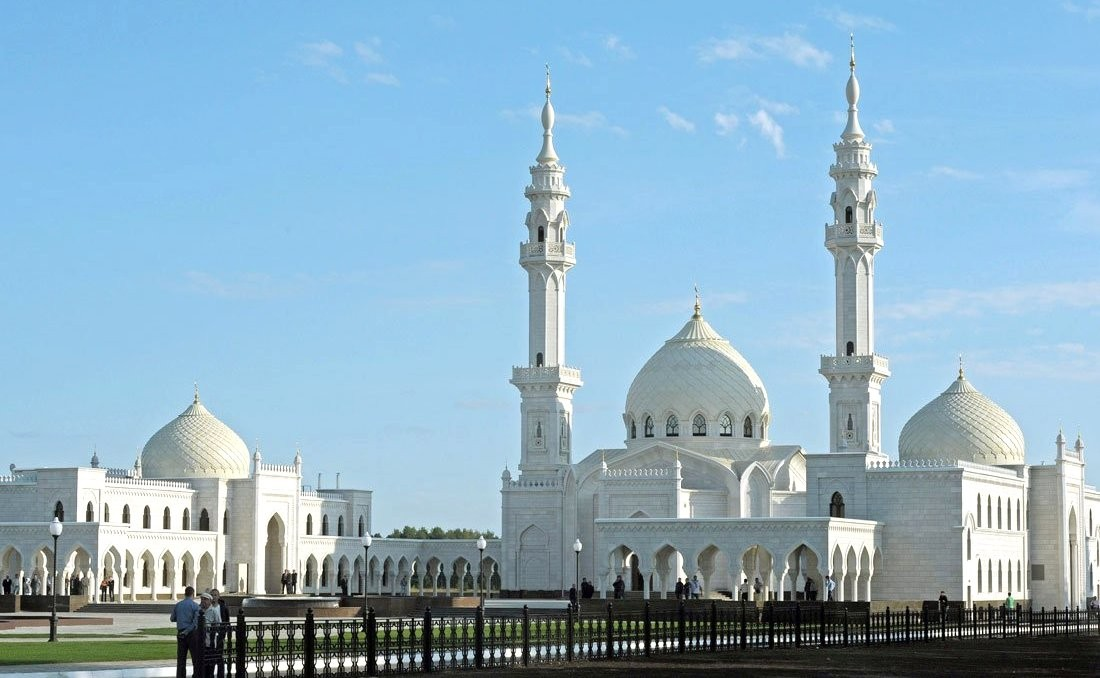
Bolgar, mosquée blanche

La mosquée blanche (en russe : Белая мечеть) est une mosquée contemporaine de la ville de Bolgar dans la république du Tatarstan.

## Histoire
À partir de 2010, à l'initiative du premier président de la république du Tatarstan Mintimer Chaïmiev, ont commencé à Bolgar et à Sviajsk des travaux à grande échelle pour la préservation, la restauration et le développement architectural tatare. 

## Ensemble architectural
Parmi les réalisations du Fonds créé à cet effet on trouve notamment : la mosquée blanche (de style similaire à la mosquée Qolsharif à Kazan, mais de moindre dimension), le complexe fluvial, l'hôtel et le centre d'exposition et d'information du musée-réserve, le musée du pain avec un four et un moulin, le musée de l'artisanat. Le tout est regroupé dans l'ensemble muséal du Gorodichtché de Bolgar. 